# Okres Rohrbach
Okres Rohrbach je okres v rakouské spolkové zemi Horní Rakousy. Má rozlohu 827,95 km² a žije zde 56 932 obyvatel (k 1. 1. 2011). Sídlem okresní správy je město Rohrbach-Berg. Okres se dále člení na 42 obcí (z toho 1 město a 15 městysů). Leží u trojmezí hranic Rakousko – Německo – Česko.

## Města a obce

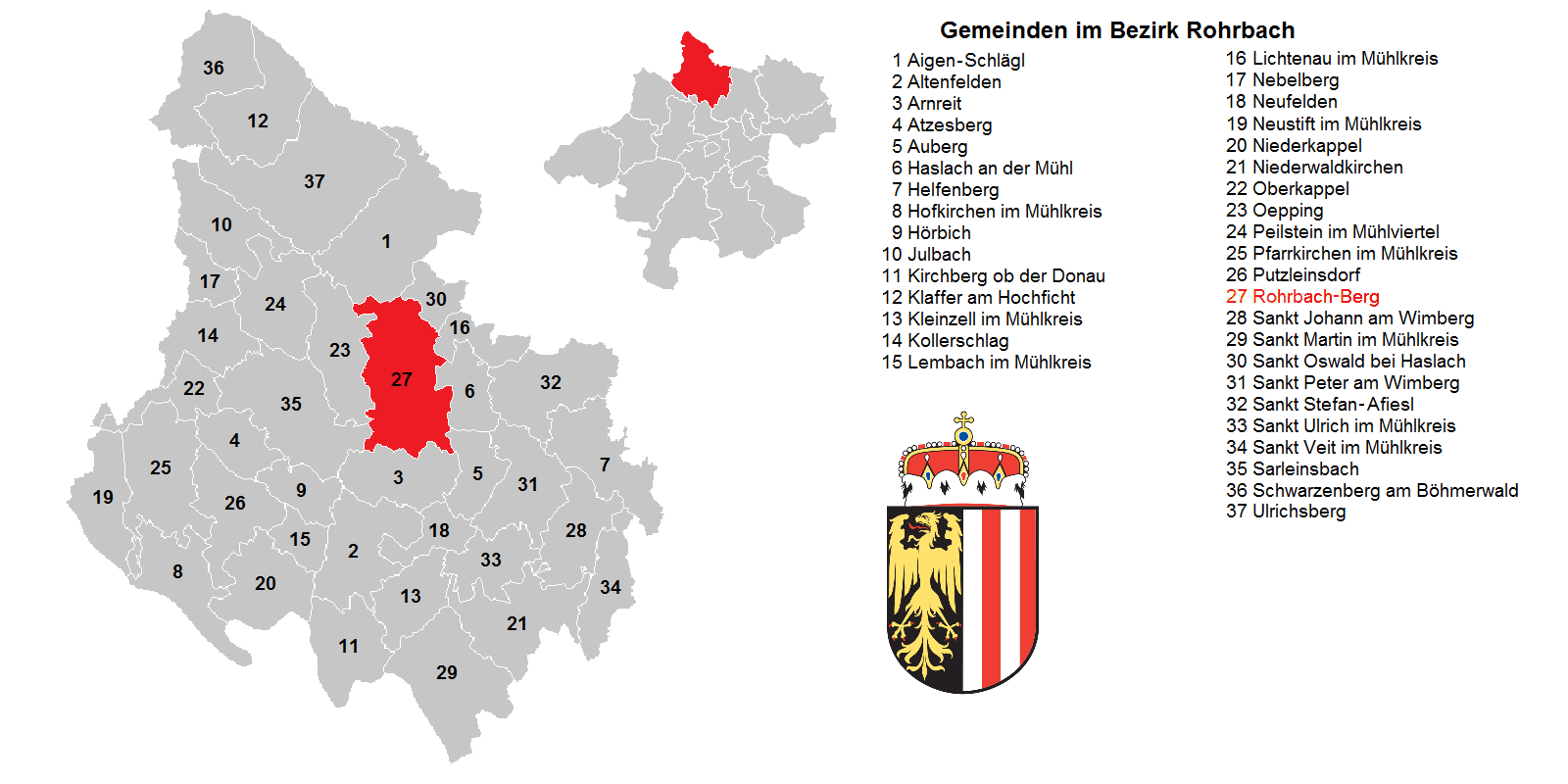
Obce v okrese Rohrbach

| Město: - Rohrbach-Berg Městysy: - Aigen im Mühlkreis - Altenfelden - Haslach an der Mühl - Hofkirchen im Mühlkreis - Kollerschlag - Lembach im Mühlkreis - Neufelden - Niederwaldkirchen - Oberkappel - Peilstein im Mühlviertel - Putzleinsdorf - Sarleinsbach - Sankt Martin im Mühlkreis - Sankt Peter am Wimberg - Ulrichsberg | Obce: - Afiesl - Ahorn - Arnreit - Atzesberg - Auberg - Helfenberg - Hörbich - Julbach - Kirchberg ob der Donau - Klaffer am Hochficht - Kleinzell im Mühlkreis - Lichtenau im Mühlkreis - Nebelberg - Neustift im Mühlkreis - Niederkappel - Oepping - Pfarrkirchen im Mühlkreis - Schlägl - Schönegg - Schwarzenberg am Böhmerwald - Sankt Johann am Wimberg - Sankt Oswald bei Haslach - Sankt Stefan am Walde - Sankt Ulrich im Mühlkreis - Sankt Veit im Mühlkreis |